# Yeiber Murillo
Yeiber Murillo Gamboa (El Vigía, Venezuela; 23 de abril de 1998) es un futbolista venezolano. Juega de delantero y su equipo actual es el Universidad Central de Venezuela de la Primera División de Venezuela.

## Trayectoria
Murillo comenzó su carrera en el Real Frontera y Portuguesa.
En enero de 2020, Murillo fichó en el Sportivo Luqueño de Paraguay.
El 7 de septiembre de 2020, el venezolano se incorporó al CD Badajoz en la Segunda División B.
De vuelta en Paraguay, en 2021 jugó en el Club Nacional.
Para la temporada 2022, Murillo jugó en el Guaireña FC y a mitad de temporada fichó en el General Caballero.

## Estadísticas
Actualizado al último partido disputado el 28 de octubre de 2022
| Club                       | Div.          | Temporada     | Liga  | Liga  | Copas nacionales | Copas nacionales | Copas internacionales | Copas internacionales | Total | Total |
| Club                       | Div.          | Temporada     | Part. | Goles | Part.            | Goles            | Part.                 | Goles                 | Part. | Goles |
| -------------------------- | ------------- | ------------- | ----- | ----- | ---------------- | ---------------- | --------------------- | --------------------- | ----- | ----- |
| Portuguesa · Venezuela     | 1.ª           | 2019          | 33    | 5     | —                | —                | —                     | —                     | 33    | 5     |
| Portuguesa · Venezuela     | Total club    | Total club    | 33    | 5     | 0                | 0                | 0                     | 0                     | 33    | 5     |
| Sportivo Luqueño Paraguay  | 1.ª           | 2020          | 9     | 3     | —                | —                | 2                     | 1                     | 11    | 4     |
| Sportivo Luqueño Paraguay  | Total club    | Total club    | 9     | 3     | 0                | 0                | 2                     | 1                     | 11    | 4     |
| CD Badajoz · España        | 3.ª           | 2020-21       | 3     | 0     | 0                | 0                | —                     | —                     | 3     | 0     |
| CD Badajoz · España        | Total club    | Total club    | 3     | 0     | 0                | 0                | 0                     | 0                     | 3     | 0     |
| Nacional Paraguay          | 1.ª           | 2021          | 13    | 1     | —                | —                | 2                     | 0                     | 15    | 1     |
| Nacional Paraguay          | Total club    | Total club    | 13    | 1     | 0                | 0                | 2                     | 0                     | 15    | 1     |
| Guaireña Paraguay          | 1.ª           | 2022          | 10    | 2     | —                | —                | 4                     | 0                     | 14    | 2     |
| Guaireña Paraguay          | Total club    | Total club    | 10    | 2     | 0                | 0                | 4                     | 0                     | 14    | 2     |
| General Caballero Paraguay | 1.ª           | 2022          | 11    | 0     | —                | —                | —                     | —                     | 11    | 0     |
| General Caballero Paraguay | 1.ª           | 2023          | 0     | 0     | —                | —                | 0                     | 0                     | 0     | 0     |
| General Caballero Paraguay | Total club    | Total club    | 11    | 0     | 0                | 0                | 0                     | 0                     | 11    | 0     |
| Total carrera              | Total carrera | Total carrera | 79    | 11    | 0                | 0                | 8                     | 1                     | 87    | 12    |